# EVERY SUNDAY
「EVERY SUNDAY」（エヴリ サンデイ）は、1981年11月1日にリリースされた原田真二&クライシスの曲で、原田真二通算13作目のシングル。

## 解説
- ポリドールへの移籍が決まっていた1980年3月、NHK-FMスタジオライブにて、「いい曲ができそうなんです」と最初のワンフレーズのメロディだけをピアノ演奏。「まだこれだけなんですけど、何かわかってください」と言って笑わせた曲の完成型が本作「EVERY SUNDAY」。ポリドール最後のシングルとなった。
- この後原田は、12月にポリドール最後のアルバム『Merry Christmas』を発売し、約1年間に及ぶアメリカ留学を発表。
- ポリドールでは在籍約2年間で3枚のアルバム（1枚はミニ・アルバム）と、4枚のシングルを発表。帰国後は古巣フォーライフレコードに復帰する。
- B面の「街で散歩」はアンダンテ（歩くテンポ）ポップ。ライブでは、観客全体が足を踏み鳴らしながらパフォーマンス参加する事があった。

## 収録曲
両曲　作詞・作曲・編曲：原田真二

### SIDE A
EVERY SUNDAY　エヴリサンデイ　（4:01）

### SIDE B
街で散歩　（5:06）

## 関連作品
- 2006年 GOLDEN☆BEST 原田真二&クライシス LIFE〜ポリドール・イヤーズ 1980-1981
- 2007年 原田真二&クライシス ポリドール・イヤーズ完全盤